# Elle Armit
Elle Susan Armit (Townsville, 20 de agosto de 1991) é uma jogadora de polo aquático australiana.

## Carreira
Armit foi apresentada a uma versão modificada do polo aquático chamada 'Flippaball' quando tinha dez anos. Ela mostrou-se promissora e juntou-se ao clube de polo aquático de Townsville como júnior.
Ela estreou pela seleção australiana, o Aussie Stingers, em 2013. Um destaque foi marcar quatro gols na vitória por 10 a 7 contra os EUA na fase de grupos da Liga Mundial da FINA de 2017. Ela também ganhou o bronze no Campeonato Mundial da FINA de 2019 e o ouro nos Jogos Universitários Mundiais de 2015.
Nos Jogos Olímpicos de Verão de 2024, em Paris, conquistou a medalha de prata no torneio feminino do polo aquático, após confronto na final contra a equipe espanhola.